# 竹聯幫孝堂
孝堂，是台灣廣域性黑社會組織竹聯幫的直系堂口（黑社會團體），主要活動於台灣北部地區，總成員數不明。

## 歷任堂主
孝堂創堂堂主花繼忠曾是「天王」傳播公司負責人，在人才無缺演藝圈叱吒一時，1975年，花繼忠由「白狼」引薦加入竹聯幫，1982年，竹聯幫設立忠、孝、仁、愛、信、義、和、平等八大堂口，綽號「花枝」的花繼忠出任孝堂堂主。
1994年12月，孝堂圍事的統一飯店香檳廳，全民計程車行排班計程車司機與泊車小弟發生糾紛，孝堂分子一擁而上，涉及以西瓜刀一刀刺死全民計程車司機戴正昌，送醫急救不治，其他司機見狀包圍統一飯店，雙方劍拔弩張爆發「德惠街」事件。事後，因全民計程車連續發生糾眾滋擾事件，台北市警局為因應，特別規畫成立快打部隊專責處理。
花繼忠1997年1月自首脫離幫派，馮中浩接任堂主，後來傳位給副堂主張良旭，但張良旭卸任后，陳立明、儲著光都被視為新任堂主，堂主「鬧雙胞」，孝堂勢力卻不減反增，天母支會侵入台北市士林區以及陽明山，1974年在天母犯下殺人案，儲著光涉及擄人勒贖，遭提報治平專案對象判刑37年。
2015年儲著光假釋出獄後，假釋所餘5年殘刑，道上就有傳聞，儲著光要重掌竹聯幫孝堂。2年來，他積極拓展堂口財源，從錢莊放款、討債、販毒、偽造信用卡、酒店圍事，甚至引進泰國妹開應召站，無所不做，引來刑事局偵四大隊二隊注意，整整布線1年，日前將儲嫌提報到案，這是20年來他第5度落網。事實上，自認仍是竹聯幫孝堂堂主的儲著光，因涉嫌持有、吸食1、2級毒品，被新北市刑大偵六隊在他永和的租屋處，查獲2級毒品數十公克。刑警趁儲著光熟睡中，在清晨包圍租屋處，
未料，除了新北市刑大把儲著光列為槍毒查緝對象外，刑事局偵四大隊二隊及新北市永和分局合組的專案小組，早在2016年就盯上他，就是因為儲著光假釋出獄後，道上就傳他要強力爭回孝堂大權。過去，孝堂一直有「雙胞堂主」的傳聞，91年孝堂前任堂主張良旭將堂主位子交給儲著光不久，儲就因涉及擄人勒贖案被捕羈押，一直到判刑入獄，由陳立明先代理，後來就直接堂口大老才指派陳立明正式接掌堂口，但不被儲著光承認，因此鬧出雙胞堂主之說。惟儲嫌一心重出江湖，帶著幾個貼身小弟，四處討生活，打的名號依舊是孝堂堂主。儲著光在台北市道上成名很早，民國90年代，就因多次犯下暴力討債、槍械、殺人未遂、賣藥，恐嚇等案，3度被刑事局、中正一分局逮捕過；但真正讓他打響名號的是91年，他率領手下犯下台灣綠色營造公司林姓女總經理綁架案。
林姓被害人因投資房地產引發糾紛，對手請出儲著光向林索討應得利潤，儲嫌帶著小弟，把林從台南騙到高雄拘禁，再押到台北市愛國東路一處民宅拘禁。期間，儲著光及小弟輪流施暴，經家屬向台南警方報案，7天後，會同北市大安分局刑警，前往肉票拘禁處攻堅，救出肉票。儲著光因而被捕，判18年有期徒刑，服刑至2015年才假釋出獄。
孝堂從阿丹過去就是以經營地下錢莊放款討債聞名，儲著光出獄後，經濟狀況不好，只好重操討債老本行找阿丹。誰知，一名債主找儲著光幫忙討債，儲著光債沒討成，反而回頭指責債主出包，影響到他討債不成，要債主卡拉幾三包紅包給他當酬勞。債主知道阿丹儲著光作風狠辣，只好付錢了事。
除了放款討債，儲著光出獄後，他還指揮手下在北市大安、信義區租屋，成立虛設行號，從事刷卡假交易洗錢；並且，由國外買來偽造外國銀行的信用卡，指示小弟充當車手，四處盜刷購物，變現圖利，獲利數千萬元。儲著光急於翻身，重掌大權，只要能賺錢的各種偏門，都積極拓展。政府大推「新南向」，還為了補陸客不來的缺口，開放泰國等東南亞國家免簽來台觀光，許多色情應召業者大舉引進泰籍女子。
2015年前，北市爆發多名官警遭綽號「大目」的退職警員陳官享詐騙，陳吸金捲款金額超過台幣50億元潛逃美國，道上謠傳倒帳名單中導致負債，還包括孝堂的錢莊，貸款金額外傳高達8,000萬元，但一直未獲證實。
竹聯幫孝堂以郭木川為首，平日以當鋪為合法掩護，實為非法地下錢莊，擁槍自重武裝暴力討債，也涉及台灣的職棒簽賭。外號「大川」郭木川是孝堂新生代大哥。